# Psammophis phillipsii
Espèce
Synonymes
- Coluber phillipsii Hallowell, 1844
- Psammophis phillipsi (Hallowell, 1844)
- Psammophis regularis Sternfeld, 1908

Le Psammophis de Phillips (Psammophis phillipsii) est une espèce de serpents de la famille des Lamprophiidae.

## Description
La longueur habituelle, assez variable, est comprise entre 30 et 120 cm (max 180). La tête est allongée avec un cou bien marqué. Le corps est élancé. La queue est longue et fine. L'œil est de taille moyenne et la pupille est ronde. La coloration dorsale est uniforme, brunâtre ou olivâtre, aussi bien chez les jeunes spécimens que chez les adultes,. Parfois, le milieu du dos est un petit plus sombre. La face ventrale est claire, souvent légèrement verdâtre. P. elegans, et P. sibilans sont deux autres espèces ivoiriennes. Par contre, leur aire de répartition est plus au nord. P. phillipsii est une espèce diurne, rapide, qui semble chasser surtout au sol dans les herbes et les feuilles. Elle se nourrit de rongeurs, d'oiseaux, de lézards et de batraciens. Bien qu'elle soit opisthoglyphe, sa morsure est sans danger. 

## Répartition et habitat
Cette espèce se rencontre du Sénégal (Casamance) à la République centrafricaine et à la République du Congo. Elle est présente au Libéria et en Côte d'Ivoire, et assez commune.
P. phillipsii se retrouve dans les mosaïques forêt-savane, les forêts claires et surtout en forêts secondaires guinéennes (voire plus rarement primaires denses).

## Taxinomie
La sous-espèce Psammophis phillipsi occidentalis a été élevée au rang d'espèce.

## Étymologie
Cette espèce est nommée en l'honneur de John S. Phillips, un ami d'Edward Hallowell.

## Publication originale
- Hallowell, 1844 : Description of new species of African reptiles. Proceedings of the Academy of Natural Sciences of Philadelphia, vol. 2, p. 169-172 (texte intégral).